# Западный фронт ПВО
За́падный фронт ПВО — оперативно-стратегическое объединение войск ПВО в вооружённых силах СССР во время Великой Отечественной войны.

## Первое формирование
Западный фронт ПВО первого формирования образован постановлением ГКО от 29 июня 1943 года путём разделения войск ПВО территории страны на Западный и Восточный фронты ПВО.
Граница между ними была установлена по линии городов Мезень, Тотьма, Солигалич, Шуя, Сасово, Поворино, Армавир, Кисловодск, Сочи. Штаб фронта дислоцировался в Москве.

### Состав фронта
На 1 июля 1943 года Западный фронт ПВО включал Московскую армию ПВО, 3 корпусных района ПВО, 8 дивизионных районов ПВО и четырнадцать соединений истребительной авиации ПВО. Имелось 1012 экипажей истребителей,, 3106 зенитных орудий среднего калибра, 1066 — малого калибра, 2280 зенитных пулеметов, 1573  прожекторов и 1834 аэростатов заграждения.

### Командный состав
- Командующий — генерал-полковник М.С. Громадин (июнь 1943 г. — март 1944 г.)
- Член Военного совета — генерал-майор, с ноября 1944 г. генерал-лейтенант И.А. Орлов (июнь 1943 г. — март 1944 г.)
- Начальники штаба:
  - генерал-лейтенант Н.Н. Нагорный (июнь-октябрь 1943 г.)
  - полковник, с октября 1943 года генерал-майор В.С. Гаврилов (октябрь 1943 г. — март 1944 г.).

### Боевая задача фронта
На войска фронта возлагалась противовоздушная оборона Москвы, Московского и Ярославского промышленных районов, Мурманска, а также прифронтовых объектов и коммуникаций. Ленинградская армия ПВО и Ладожский дивизионный район ПВО оставались в оперативном подчинении Военного совета Ленинградского фронта. С началом общего наступления советских войск летом 1943 году фронту была поручена противовоздушная оборона освобождённых районов Левобережной Украины.

### Боевые действия
С сентября 1943 года по март 1944 года фронту было передано из Восточного фронта ПВО свыше 100 отдельных частей ПВО и 186 зенитных пулеметных подразделений. В летне-осенней кампании 1943 года и зимней кампании 1944 года войска Западного фронта ПВО сбили свыше 1200 немецких самолетов. Только при отражении авианалётов на железные дороги южной части РСФСР зимой 1944 года было сбито 205 самолётов противника.
29 марта 1944 года по решению ГКО на базе Западного и Восточного фронтов ПВО были образованы Северный и Южный фронты ПВО.

## Второе формирование
Западный фронт ПВО второго формирования создан постановлением ГКО № 7205сс от 24 декабря 1944 года на базе Северного фронта ПВО. Штаба фронта дислоцировался в Москве, а с 11 января 1945 года в Вильнюсе.

### Состав фронта
В состав фронта входили:
- 5 корпусов
- 4 дивизии
- 8 истребительных авиадивизий

### Командный состав
- Командующий — генерал-полковник артиллерии Д.А. Журавлев (декабрь 1944 г. — до конца войны).
- Член Военного совета — генерал-майор, с ноября 1944 г. генерал-лейтенант Орлов Н. А. (декабрь 1944 г. — до конца войны)
- Начальник штаба — генерал-майор Гаврилов В. С. (декабрь 1944 г. — до конца войны).

### Боевая задача фронта
Прикрывать от ударов противника с воздуха войска и объекты в прифронтовой полосе. Войска Западного фронта ПВО привлекались также для прикрытия группировок фронтов в стратегических операциях советских войск 1944—1945 годов и принимали в этих операциях непосредственное участие.

### Боевые действия
В Висло-Одерской стратегической операции 1945 года только в полосе 1-го Белорусского фронта действовало более 900 зенитных артиллерийских орудий Западного фронта ПВО, что позволило высвободить 3 зенитные артиллерийские дивизии войсковой ПВО и использовать их для непосредственного прикрытия наступающих войск. В Берлинской стратегической операции 1945 года для обеспечения ночной атаки войск 1-го Белорусского фронта было привлечено более 140 мощных зенитных прожекторов Западного фронта ПВО.

### Переформирование
В декабре 1945 года Западный фронт ПВО был переформирован в Западный округ ПВО.